# ホーンテッドマンション・ホリデー
ホーンテッドマンション・ホリデー（Haunted Mansion Holiday）とは、アトラクション「ホーンテッドマンション」が存在するディズニーパークにおいて、ディズニー・ハロウィーンから翌年1月の期間限定で、ディズニー映画『ナイトメアー・ビフォア・クリスマス』をモチーフに、「ホーンテッドマンション」の通常の営業を休止し、同アトラクションの内容や外装を大幅に変更した上で、全く別のアトラクションとして運行する期間限定スペシャルバージョンである。

## ホーンテッドマンション・ホリデーの実施しているパーク
- ディズニーランド（ディズニーランド・リゾート）
- 東京ディズニーランド（東京ディズニーリゾート）：名称はホリデー・ナイトメアー（Haunted Mansion Holiday Nightmare）

## ストーリー
ハロウィーンタウンの人気者のジャック･スケリントンは、ある暗い冬の夜、ハロウィーンタウンには何かが足りないと思い悩んでいた。そんな時、ジャックは「クリスマスタウン」という街でその暖かい灯りに魅了され、ついにサンディ・クローズ(サンタクロースの聞き間違い)になることを決心する。そして今宵サンディ・クローズ(ジャック･スケリントン)は、最初に彼が来るのを心待ちにしていた幽霊達の住むこの屋敷、「ホーンテッドマンション」を立ち寄ることになった。中では幽霊達が、クリスマスの飾り付けをしている。ハロウィーンとクリスマスがぶつかりあう時がきたのだ。彼はおもちゃで膨れた大きな袋を背負って、この屋敷へと向かうのだった。今、悪夢をよぶクリスマスが始まろうとしていた。

## 登場キャラクター
ゴーストホスト（Ghost host）
声：コーリー・バートン（英語） / 有川博（日本語）
屋敷の主人にしてアトラクションの案内役。
マダム・レオタ（Madame Leota）
声：スザンヌ・ブレイクスリー
水晶玉の中に頭部だけが映っている降霊術師の女性で、舞踏会のために亡霊たちを降霊している。顔のモデルはキム・アーヴァイン。
ジャック・スケリントン（Jack Skellington）
声：クリス・サランドン（英語） / 市村正親（日本語）
ハロウィーンタウンの人気者。クリスマスタウンでの灯りに魅了され、サンディ・クローズになることを決心する。
サリー（Sally）
声：キャス・スーシー（英語） / 土居裕子（日本語）
ジャック・スケリントンのガールフレンドで、フィンケルスタイン博士に作られた、継ぎ接ぎだらけの人形。
ゼロ（Zero）
ジャックのペットで、宙を自由に飛び回る幽霊犬。クリスマスも手伝ってくれる。
ウギー・ブギー　(Oogie Boogie)
声：ケン・ペイジ（英語） / 小林アトム（日本語）
「ナイトメアー・ビフォア・クリスマス」に登場するディズニーヴィランズの一人。
ロック、ショック、バレル　(Lock、Shock and Barrel)
ブギーの手下の三人組の小鬼。それぞれ悪魔、魔女、グールの仮装をしている。

## 各施設の紹介

### ディズニーランド（アナハイム）
| ホーンテッドマンション・ホリデー Haunted Mansion Holiday | ホーンテッドマンション・ホリデー Haunted Mansion Holiday | ホーンテッドマンション・ホリデー Haunted Mansion Holiday | ホーンテッドマンション・ホリデー Haunted Mansion Holiday |
| -------------------------------------------------------- | -------------------------------------------------------- | -------------------------------------------------------- | -------------------------------------------------------- |
| オープン日                                               | オープン日                                               | 2001年9月（以降、毎年9月オープン）                       | 2001年9月（以降、毎年9月オープン）                       |
| クローズ日                                               | クローズ日                                               | 2002年1月（以降、毎年1月クローズ）                       | 2002年1月（以降、毎年1月クローズ）                       |
| スポンサー                                               | スポンサー                                               | なし                                                     | なし                                                     |
| 定員                                                     | 定員                                                     | 3人/1台                                                  | 3人/1台                                                  |
| 利用制限                                                 |                                                          | なし                                                     | なし                                                     |
| ファストパス                                             | ファストパス                                             |                                                          | ○                                                        |
| シングルライダー                                         | シングルライダー                                         |                                                          | 対象外                                                   |

### 東京ディズニーランド
| ホーンテッドマンション・ホリデーナイトメアー | ホーンテッドマンション・ホリデーナイトメアー | ホーンテッドマンション・ホリデーナイトメアー | ホーンテッドマンション・ホリデーナイトメアー |
| -------------------------------------------- | -------------------------------------------- | -------------------------------------------- | -------------------------------------------- |
| オープン日                                   | オープン日                                   | 2004年9月（以降、毎年9月オープン）           | 2004年9月（以降、毎年9月オープン）           |
| クローズ日                                   | クローズ日                                   | 2005年1月（以降、毎年1月クローズ）           | 2005年1月（以降、毎年1月クローズ）           |
| スポンサー                                   | スポンサー                                   | なし                                         | なし                                         |
| 定員                                         | 定員                                         | 3人/1台                                      | 3人/1台                                      |
| 利用制限                                     |                                              | なし                                         | なし                                         |
| ファストパス                                 | ファストパス                                 |                                              | ○                                            |
| シングルライダー                             | シングルライダー                             |                                              | 対象外                                       |

アナハイムのディズニーランド（ディズニーランド・リゾート）での「ホリデー」の成功を受けて、オーランドのマジック・キングダム（ウォルト・ディズニー・ワールド・リゾート）のホーンテッドマンション用に新たに「ホリデー」のプロットが開発された。しかし、マジック・キングダムが導入の中止を決めたことから、開発されたプロットはそのまま東京ディズニーランドに転用されることとなった。東京ディズニーランドのホーンテッドマンションはマジック・キングダムを基に設計されているため、ほぼそのまま導入することが可能であった。導入に当たっては名称を単なる「ホリデー」から「ホリデーナイトメアー」と変更した。これが「ホーンテッドマンション・ホリデーナイトメアー」である。
ホリデーナイトメアーの時期のみ、「ホリデーナイトメアー」版の様々なグッズを東京ディズニーランドで購入することが出来る。毎年、グッズの絵柄やデザインが異なっているのが特徴。また、ナレーションではドゥームバギーのことを「黒いソリ」と言っている。
2011年9月 - 2012年1月は東日本大震災の影響で、2020年9月 - 2021年1月、2021年9月 - 2022年1月においては、新型コロナウイルス感染症対策で開催が中止となった。
各年のオープン期間
- 2004年9月15日 - 2005年1月10日
- 2005年9月12日 - 2006年1月12日
- 2006年9月4日 - 2007年1月8日
- 2007年9月12日 - 2008年1月13日
- 2008年9月12日 - 2009年1月13日
- 2009年9月10日 - 2010年1月14日
- 2010年9月9日 - 2011年1月5日
- 2012年9月7日 - 2013年1月3日
- 2013年9月9日 - 2014年1月5日
- 2014年9月8日 - 2015年1月4日
- 2015年9月5日 - 2016年1月4日
- 2016年9月3日 - 2017年1月4日
- 2017年9月4日 - 2018年1月3日
- 2018年9月3日 - 2019年1月3日
- 2019年9月9日 - 2020年1月5日
- 2022年9月14日 - 2023年1月4日
- 2023年9月14日 - 2024年1月8日
- 2024年9月19日 - 2025年1月13日